# Richard McCray
Richard A. McCray (* 24. November 1937 in Los Angeles, Kalifornien; † 26. Oktober 2021) war ein US-amerikanischer Astronom und Astrophysiker.

## Leben
McCray studierte an der Stanford University mit dem Bachelor-Abschluss 1959 und wurde 1967 an der University of California, Los Angeles in theoretischer Physik promoviert. Als Post-Doktorand war er am Caltech und ab 1968 Assistant Professor am Harvard-College-Observatorium. Ab 1971 war er am Joint Institute for Laboratory Astrophysics der University of Colorado in Boulder, wo er George Gamow Distinguished Professor in Astrophysik ist.
Er war Gastwissenschaftler am Goddard Space Flight Center der NASA (1983), an der Universität Peking und der Nanjing-Universität (1987), am Space Telescope Science Institute (1988), der Columbia University (1990) und der Universität Berkeley (1997).
McCray befasst sich mit der Theorie der Dynamik interstellaren Gases, der Theorie kosmischer Röntgenquellen und speziell der Bildung interstellarer Blasen durch Sternenwinde und Superblasen, die durch Supernova-Explosionen in den Gasscheiben von Galaxien gebildet werden sowie speziell mit dem Mechanismus der Umwandlung von Röntgenemission in den optischen und UV-Bereich bei Neutronensternen und schwarzen Löchern. Er studierte und modellierte die Evolution des Spektrums von SN 1987A und es gelangen ihm einige korrekte Vorhersagen über Ereignisse am Ringsystem von SN 1987 A. Neben theoretischen Rechnungen und Computersimulationen verwendet er das Hubble Space Teleskop oder das Chandra Röntgenobservatorium.
1990 erhielt er den Dannie-Heineman-Preis für Astrophysik. 1975 war er Guggenheim Fellow. Er war Mitglied der National Academy of Sciences (1989).